# Cheng Heng
 (novembre 2016).
Cheng Heng (10 janvier 1916 - 15 mars 1996) était un homme politique cambodgien, chef de l'État de la République khmère.
Il était le président de l'assemblée nationale qui a voté la destitution du prince Norodom Sihanouk le 17 mars 1970. À cette occasion, il deviendra chef de l'État à la place du monarque déposé et ce jusqu'au 10 mars 1972 où il sera remplacé par Lon Nol.

## Biographie
Cheng Heng est né en 1916 dans la province de Takeo.
Après des études secondaires au lycée Sisowath, il sort diplômé de l’école royale d’administration.
Il épouse une des filles de Ung Hy, qui fut notamment le mentor de Penn Nouth. De cette union, naîtront 7 enfants.
Il commence une carrière administrative en 1940 dans la province de Battambang alors occupée par l’armée thaïlandaise, avant de gravir les échelons dans celles de Kampot, Prey Veng, puis, en juin 1954, Kandal.
En août 1955, il devient directeur de la prison centrale de Phnom Penh avant d’être en charge, en 1957, de l’administration centrale des services pénitentiaires.
Il entre en politique en 1958, et se fait élire député de Takhmau, puis vice-président de l’Assemblée nationale.
En tant que propriétaire d’une importante plantation de cocotiers dans la région de Ream, il défend les intérêts d’une association de planteurs hostiles au prince Norodom Sihanouk.
Du 19 avril 1960 au 17 novembre 1961, il sera secrétaire d’État à l’agriculture et développera les premières plantations industrielles du Cambodge.
En 1962, il est réélu député de Takhmau.
En 1966, il devient député de Phnom Penh, avant, en 1969, d’accéder à la présidence de l’Assemblée nationale.
Le 18 mars 1970, quand  le prince Norodom Sihanouk est déposé, Cheng Heng est nommé chef de l’État par intérim.
Le 10 mars 1972, à la suite de manifestations étudiantes, il laisse son poste de chef de l’État au maréchal Lon Nol, qui deviendra bientôt (le 4 juin 1972) président de la République.
Le 5 février 1975, Norodom Sihanouk et la guérilla khmère rouge publient une liste de « sept traitres » condamnés à mort : Lon Nol, Sisowath Sirik Matak, In Tam, Cheng Heng, Sosthène Fernandez, Lon Non, Long Boret.
Le 1er avril 1975, il accompagne Lon Nol dans un exil américain où il restera jusqu’en 1992.
En 1993, il revient au Cambodge où, en vue des élections il crée le Parti de la Coalition Républicaine qui subit une cuisante défaite.

## Sources
- (fr) http://aefek.free.fr/iso_album/cheng_heng.pdf
- (fr) http://khmercanada.site.voila.fr/cambodge70.htm
- (fr) http://perspective.usherbrooke.ca/bilan/servlet/BMGvt?codePays=KHM